# 兆康站 (屯馬綫)
兆康站（英語：Siu Hong Station）是一個位於香港新界屯門區屯門兆康苑的東面，高架於屯門河之上，屬於港鐵屯馬綫的鐵路車站，車站於2003年12月20日啟用。
- 俯瞰兆康站及附近環境（2021年7月）
- 車站樓頂採用兩組三角形並排設計（2023年5月）

## 車站構造

### 樓層
| R                 | 平台 | A、E出口 |   |  |
| C                 | 大堂 | 客務中心、商店、自助服務、洗手間 |   |  |
| P                 | 月台 | \| \| \| 屯馬綫往烏溪沙（天水圍 · 未來：洪水橋） \| 2 \| \| \| 島式 · 開右邊车门 \| \| \| \| \| \| \| 1 \| 屯馬綫往屯門（終點站） \| \| \| |   |  |
| G                 | 地面 | B－D、F出口、緊急車輛通道、輕鐵月台 |   |  |
|                   |      | 屯馬綫往烏溪沙（天水圍 · 未來：洪水橋） | 2 |  |
| 島式 · 開右邊车门 |      | |   |  |
|                   | 1    | 屯馬綫往屯門（終點站） |   |  |

### 大堂
兆康站大堂位於月台層之上，而大堂內亦設有不同類型的商店、自助服務設施以及香港郵政郵箱等。而兆康站亦是輕鐵轉乘車站，故大堂內亦設有輕鐵的八達通「出站」繳費器；另外在大堂付費區內亦設有洗手間。

大堂全景圖

- 車站大堂（2023年5月）
- 大堂內設有商店（2023年5月）

### 月台
屯馬綫兆康站設有一座島式月台，兩個月台均在興建時已裝設月台幕門。車站月台位於屯門河上方以高架形式興建，但月台層與位於地面的輕鐵月台平排於同一水平。而同樣車站月台層的大部分範圍則以混凝土圍封。
- 車站月台（2023年5月）

### 出入口
|                                                 |            | |      |
| 編號                                            | 指示       | 轉乘輕鐵建議前往的目的地 | 圖片 |
| 出口 · A · 盲道标志 · 升降机标志                | 彩暉花園   | 兆康站（南）公共運輸交匯處、彩暉花園、偉景花園、屯門醫院 |      |
| 出口 · B · 1 · 盲道标志 · 扶手电梯标志          | 輕鐵       | 輕鐵 兆康站 610614615（往屯門碼頭方向） 751（往友愛方向）屯門醫院、屯門醫院日間醫療中心                                                                                |      |
| 出口 · B · 2 · 盲道标志 · 扶手电梯标志          | 輕鐵       | 輕鐵 兆康站 610614615（往屯門碼頭方向） 751（往友愛方向）屯門醫院、屯門醫院日間醫療中心                                                                                |      |
| 出口 · C · 1 · 盲道标志 · 扶手电梯标志          | 兆康苑     | 輕鐵 兆康站 610614615（往元朗方向） 751（往天逸方向） 505（往三聖方向） 614P（往屯門碼頭方向）                                                                         |      |
| 出口 · C · 2                                    | 兆康苑     | 輕鐵 兆康站 615P（往屯門碼頭方向）兆康苑／商場、青山醫院、麒麟圍、紫田村、屯門醫院康復大樓、屯門官立小學、屯門醫院、東華三院邱子田紀念中學、麒麟豪苑、茵翠豪庭、欣田邨 |      |
| 出口 · C · 3 · 扶手电梯标志                     | 兆康苑     | 輕鐵 兆康站 610614615（往元朗方向） 751（往天逸方向） 505（往三聖方向） 614P（往屯門碼頭方向）                                                                         |      |
| 往輕鐵站1、4–5號月台                            | 兆康苑     | 輕鐵 兆康站 610614615（往元朗方向） 751（往天逸方向） 505（往三聖方向） 614P（往屯門碼頭方向）                                                                         |      |
| 出口 · D · 盲道标志 · 升降机标志                | 兆康苑平台 | 輕鐵 兆康站 610614615（往屯門碼頭方向） 751（往友愛方向）兆康苑平台 |      |
| 出口 · E · 盲道标志 · 升降机标志 · 扶手电梯标志 | 新慶村     | 兆康站（北）公共運輸交匯處、新慶村、屯門兆康單車滙合中心、茵翠豪庭 |      |
| 出口 · F · 无障碍通道标志 · 扶手电梯标志        | 嶺南大學   | 嶺南大學持續進修學院、嶺南大學社區學院、嶺南大學、聚康山莊、清涼法苑、神召神學院、富泰邨、極樂寺、妙法寺、名賢居、茵庭、倚嶺南庭、圓玄學院陳國超興德小學、桃園圍       |      |
| 註： 設有 \| 設有 \| 設有 \| 設有扶手電梯       |            | |      |

- 車站內的輕鐵月台指示以及資訊顯示屏（2023年5月）
- 車站緊急車輛通道（2014年10月）

## 接駁交通
在九廣西鐵興建前，九廣鐵路公司早已於當地設立輕鐵兆康站，而九廣西鐵亦在設計初期已計劃將兆康站發展成為九廣西鐵與輕鐵的綜合轉乘車站。
此外，兆康站的南北兩端均各設有公共運輸交匯處，分別為兆康站（南）公共運輸交匯處以及兆康站（北）公共運輸交匯處，兩者皆設有巴士、小巴及的士站。另外，在兆康站（北）公共運輸交匯處下方亦設有兆康苑巴士總站，該兩個公共運輸交匯處同樣亦設有樓梯連接，而政府亦曾於2016年計劃在該樓梯旁加設扶手電梯及升降機。

## 歷史
兆康站在早期的規劃時曾被稱為屯門北站（英語：Tuen Mun North Station），而車站承建商為HK ACE聯營（成員包括香港建設、艾銘建築、中國鐵建、中國光大控股）。

### 事件
- 2021年11月29日晚上約7時，一名55歲客貨車司機在兆康站A出口外疑因泊位問題而與一對夫婦發生爭執打鬥，而該名客貨車司機在爭執打鬥期間昏迷，送院搶救後不治；隨後該對夫婦涉嫌誤殺被捕[11]。

## 外部連結
- 港鐵公司－兆康站街道圖（页面存档备份，存于）
- 港鐵公司－兆康站位置圖（页面存档备份，存于）
- 港鐵公司－兆康站列車服務時間（页面存档备份，存于）
- 香港鐵路大典上的相关条目：兆康站 (屯馬綫)